# The Way We Walk
Genesis: The Way we Walk/Live in Concert es un VHS lanzado en marzo de 1993 con imágenes del We Can't Dance Tour de Genesis. El video fue filmado en noviembre de 1992 en el Earls Court Exhibition Centre de Londres, el vídeo más tarde fue lanzado por primera vez como un DVD doble en 2001.
Como extras contiene multi-ángulos, comentarios de la banda (Tony Banks, Phil Collins y Mike Rutherford) y una galería de fotos.
El set-list incluye 8 hit-singles, desde "Turn it on Again" hasta "Jesus he Knows me", además de otras canciones más progresivas como "Fading Lights" y "Domino". De We Can't Dance se tocaron 7 canciones. El "Old Medley" incluye pedazos de canciones de otras épocas (su mayoría de la era Gabriel) que son "Dance on a Volcano" (A Trick of the Tail), "The Lamb Lies Down on Broadway", (del álbum del mismo nombre) "The Musical Box" (Nursery Cryme), "Firth of Fifth" y "I Know What I Like (In Your Wardrobe)" (ambas de Selling England by the Pound), también incluyendo algunas cuantas mini secciones en medio de I Know What I Like (In Your Wardrobe) de otras canciones como "That's All", "Illegal Alien" (ambas de Genesis), "Misunderstanding" (Duke) [Solo en la versión de vídeo], Your Own Special Way (Wind & Wuthering) [Solo en la versión de CD], Follow You, Follow Me (...And Then There Were Three) y Stagnation (Trespass).
El vídeo incluye "Dreaming While You Sleep" y "Turn It on Again", canciones que no fueron incluidas en ninguno de los dos CD sacados en 1992 y 1993 también llamados The Way We Walk. El primer CD, en cambio, tiene "Throwing It All Away", que no fue incluida en el VHS ni en DVD, y otros temas que no fueron interpretados durante esta gira.

## Set-List
1. "Land of Confusion"
2. "No Son of Mine
3. "Driving the Last Spike"
4. "Old Medley"
5. "Fading Lights"
6. "Jesus He Knows Me"
7. "Dreaming While You Sleep"
8. "Home by the Sea"
9. "Hold On My Heart"
10. "Domino"

- (Parte 1: The Domino Principle - Phil's Intro)
- (Parte 2: In the Glow of the Night/The Last Domino)

1. "Drum Duet"
2. "I Can't Dance"
3. "Tonight, Tonight, Tonight"
4. "Invisible Touch"
5. "Turn It On Again"

## Banda
- Phil Collins - Batería, Percusión, Voz
- Tony Banks - Teclados, Coros
- Mike Rutherford - Guitarra, Bajo, Coros
- Daryl Stuermer - Bajo, Guitarra, Coros
- Chester Thompson - Batería

## Trivia
- El Old Medley está compuesto por: Dance on a Volcano/The Lamb Lies Down on Broadway/The Musical Box (Closing Section)/Firth of Fifth/I Know What I Like (In Your Wardrobe) (dentro de esta, hay pedazos de That's All, Illegal Alien, Your Own Special Way, Follow You, Follow Me y Stagnation). Las versiones del Old Medley del video y el CD The Longs son distintas. Se identifican porque luego de Your Own Special Way hay un pedazo de "Misunderstanding"
- Durante el "Turn it on Again - Final Medley", Phil hace referencias graciosas a "All I Need is a Miracle" y "Silent Running" cuando presenta a Mike Rutherford. (ambas canciones son de Mike + The Mechanics, banda de Mike de 1985)
- Versiones instrumentales de "Way of the World" y "Living Forever" (We Can't Dance) son usadas para los créditos del film y en la galería de fotos
- La versión de "I Can't Dance" usada al principio del DVD es el "Sex Mix" de Howard y Trevor Gray. Aparecen también en el sencillo de 1991, y en el Genesis Archives #2: 1976-1998
- En Inglaterra el DVD tiene clasificación E, por el "Fuck" que Phil larga en "Invisible Touch"

- Datos: Q6145482